# 北野邊地站
北野邊地站（日语：／ Kita-Noheji eki */?）是是位於青森縣上北郡野邊地町，屬於東日本旅客鐵道（JR東日本）的大湊線車站。

## 歷史
- 1958年（昭和33年）12月20日：車站啟用。
- 1966年（昭和41年）4月15日：成為無人車站。
- 1987年（昭和62年）4月1日：伴隨國鐵分割民營化，車站由東日本旅客鐵道（JR東日本）營運[1]。
- 2010年（平成22年）12月4日：隨著野辺地站由青森鐵道接管，車站由大湊站管理。

## 車站構造
此站是地面車站，設有1面1線的單式月台，月台上沒有鋪裝。此站是由大湊站管理的無人車站。

## 車站周邊
- 野邊地町公所
- 野邊地郵局（日语：野辺地郵便局）
- 十府浦海灘
- 野邊地町立若葉小學
- 國道279號 (日本)

## 相鄰車站
東日本旅客鐵道（JR東日本）
■大湊線
□快速「下北」
通過
■普通
野邊地－北野邊地－有戶

## 注腳
1. ↑  『交通年鑑 昭和63年版』 交通協力會，1988年3月。

## 外部連結
- 車站資訊（北野邊地）：東日本旅客鐵道（日語）